# غلامان
غلامان شهری در بخش غلامان شهرستان راز و جرگلان استان خراسان شمالی ایران است.

## جمعیت
بر پایه سرشماری عمومی نفوس و مسکن در سال ۱۳۹۵ جمعیت این مکان ۲٬۸۶۷ نفر (۸۶۰ خانوار) بوده‌است.

## جغرافیا
مردمی ترک‌تبار، خونگرم و مهمان نواز دارد که عمدتاً به کشاورزی و دامداری اشتغال دارند. موقعیت جغرافیایی خوبی دارد به طوری که در زمان پهلوی مرکز تجمع نیروها و قشونها بوده و بسیاری از روستاهای اطراف به آن مشرف می‌باشند. نزدیکی آن با مرزهای کشور ترکمنستان باعث شده تا از لحاظ امنیت و نظامی در منطقه، شهر مرزی قلمداد گردد، نزدیکترین شهر در منطقه به مرزهای کشور همسایه‌مان ترکمنستان که از لحاظ زبان، آداب و رسوم و اعتقادات مذهبی اشتراک بسیاری دارند. در نواحی نزدیکتر مرز اکثر روستانشینان ترکمن هستند که به دلیل همین قرابت لهجه، لهجه ترکی مردم غلامان نیز شبیه به ترکمنی شده‌است. از مکان‌های باستانی این خطه نیز آثار معدودی بجا مانده که بخاطر فاصله مکانی و زمانی زیاد با مرکز استان مورد توجه عموم قرار نگرفته‌است.
رودخانه سومبار تنها رود دائمی در منطقه است که در سال‌های اخیر سد مخزنی سومبار بر روی آن احداث شد تا ذخیره آب کشاورزی منطقه و آب آشامیدنی شهر گردد. مکان زیارتی شاهزاده نبی آن قدمت بسیاری داشته و مورد توجه اهالی منطقه می‌باشد. صنایع دستی سنتی چرمی و چوبی به لحاظ التزامات زندگی‌های دوران گذشته بوده و به ندرت یافت می‌شود. از غذاهای سنتی می‌توان به اشکنه، قوروتو، نان دستی (تنوری)، انواع آش با سبزی‌های وحشی و خودرو محلی و مخصوص فصلهای بهار و تابستان و شوربا (شوروا) اشاره کرد و از خوراکی‌های سنتی آن قره قروت، کشک (قروت)، تلخان، قورمه (گوشت لقمه پخته شده)، قوورما (دانه‌های پخته شدهٔ گندم، نخود، بادام، زردآلو و … که مخصوص فصل پاییز و زمستان می‌باشد) را نام برد.